# باول إميل بيرتون
باول إميل بيرتون (بالفرنسية: Paul Émile Berton)‏ هو رسام فرنسي، ولد في 4 مايو 1846 في Chartrettes ‏ في فرنسا، وتوفي في 15 فبراير 1909 في باريس في فرنسا.